# (1073) Gellivara
(1073) Gellivara és un asteroide que forma part del cinturó d'asteroides descobert per Johann Palisa el 14 de setembre de 1923 des de l'observatori de Viena, a Àustria.
Gellivara va ser designat inicialment com 1923 OW.
Posteriorment va ser anomenat per la ciutat sueca de Gällivare.
Gellivara orbita a una distància mitjana de 3,177 ua del Sol, i pot apropar-se fins a 2,561 ua i allunyar-se'n fins a 3,793 ua. La seva excentricitat és 0,194 i la inclinació orbital 1,607°. Empra 2.068 dies a completar una òrbita al voltant del Sol.